# Chỉ muốn dựa vào em
Down With Love (tiếng Trung: 就想賴著妳; bính âm: Jiu Xiang Lai Zhe Ni; nghĩa đen 'Just Want to Depend on You') là phim truyền hình Đài Loan năm 2010, với sự tham gia của Ngôn Thừa Húc và Trần Gia Hoa. Bộ phim được quay tại 2 địa điểm là Đài Bắc, Đài Loan và Hàng Châu, Trung Quốc.

## Các diễn viên chính
| Diễn viên                             | Vai           | Lồng tiếng Quảng Đông |
| ------------------------------------- | ------------- | --------------------- |
| Jerry Ngôn Thừa Húc                   | Hạng Vũ Bình  | Hoàng Khải Xương      |
| Ella Trần Gia Hoa                     | Dương Quả     | Trần Khải Đình        |
| Trần Tử Hàm (Hứa Thục Tần lồng tiếng) | Đinh Huý Phàm | Trịnh Lệ Lệ           |
| Michael Trương Huân Kiệt              | Tề Khả Trung  | Tô Cường Văn          |
| Kelly Tiển Nhàn                       | Dương Đoá     | Trình Văn Ý           |
| Châu Hiểu Hàm                         | Từ Nhạn Linh  |                       |

## Các diễn viên khác (Đài Bắc)
| Kỉ Hân Linh                   | Hạng Dục Phi             | 10 tuổi, cháu gái của Vũ Bình                                                                         |
| Tiểu Tiểu Bân (Ôn Huyền Diệp) | Hạng Dục Đình            | 4 tuổi, cháu trai của Vũ Bình                                                                         |
| Cố Bảo Minh                   | Dương Bá Thông           | 52 tuổi, là bố của Dương Đoá và Dương Quả                                                             |
| Nghiêm Ất Ân                  | Lương Chí Hào            | 28 tuổi, người Hồng Kông, chàng trai theo đuổi Dương Đoá                                              |
| Trần Hiếu Huyên               | Ngô Bội Huyên            | Mẹ của Dục Phi và Dục Đình                                                                            |
| Mã Quốc Tất \| Trợ lý         | Trợ lý của Đinh Huý Phàm | |
| Tiền Vi Thành                 | Tiểu Lỗi                 | Bạn trai của Từ Nhạn Linh                                                                             |
| Mã Quốc Tất                   | Kẻ tống tiền             | Đại ca của nhóm bắt cóc tống tiền                                                                     |
| Địa Cầu                       | Kẻ tống tiền             | Đàn em                                                                                                |
| Cự Bào                        | Kẻ tống tiền             | Đàn em                                                                                                |
| Lý Bách Huyên                 | Dương Quả (lúc nhỏ)      | Chờ bố về trong ngày sinh nhật, được tặng 'quả cầu ma thuật' và coi nó như chỗ dựa tinh thần cho mình |
| Kỉ Hân Dư                     | Dương Đoá (lúc nhỏ)      | Lạc trong rừng, gặp được Tề Khả Trung                                                                 |
| Hứa Dực Xuyên                 | Hạng Vũ Bình (lúc nhỏ)   | |
| Hứa Nghị Xuyên                | Tề Khả Trung (lúc nhỏ)   | |

## Các diễn viên khác (Hàng Châu)
| Vinh Dung        | bà Tề                          | Mẹ của Tề Khả Trung                                                      |
| Viên Văn Khang   | Triệu Kình                     |                                                                          |
| Trương Bách Tuấn | Đạo diễn                       |                                                                          |
| Lâu Á Giang      | bác Trương                     | Quản gia nhà họ Tề                                                       |
| Tiểu Hắc         | Công an                        |                                                                          |
| Châu Tinh Tinh   | Nhân viên của cửa hàng đồ chơi |                                                                          |
| Lâm Hải Đường    | Người giúp việc                | Làm cho nhà họ Tề                                                        |
| Châu Chí Hải     | Lái xe taxi                    | Người đã khuyến khích Vũ Bình đến Hàng Châu để theo đuổi tình yêu        |
| Lăng Lung        | Trợ lý của Huý Phàm            |                                                                          |
| Trương Chính Hạo | Phóng viên                     |                                                                          |
| Từ Cảnh Cảnh     | Người dạy Yoga                 | Người được bà Tề mời đến để giúp Dương Quả có tư tế của con nhà danh giá |

## Các diễn viên khác (không chuyên)
| Diễn viên        | Vai              | Giới thiệu | Tập xuất hiện  |  |
| ---------------- | ---------------- | --- | -------------- |  |
| Lý Gia Trân      | bà Vương         | Hàng xóm cũ của Dương Quả | 1              |  |
| Can Đức Môn      | giám đốc Trần    | Chồng khách hàng của Vũ Bình, yêu cầu ly hôn với vợ vì làm cho thư ký có thai                                                                       | 1              |  |
| Huống Minh Khiết | vợ giám đốc Trần | Khách hàng của Vũ Bình | 1              |  |
| Lưu Lượng Tá     | luật sư Lưu      | Địch thủ của Vũ Bình | 1              |  |
| Châu Định Vĩ     | A Đức            | Bạn trai cũ của Dương Quả, quen nhau 2 năm | 1, 2, 6, 7, 13 |  |
| Tiền Soái Quân   | Trần tiểu thư    | Bảo mẫu | 1              |  |
| A Bàng           |                  | Người chủ trì cuộc thi ăn sushi | 1              |  |
| Diệp Dân Chí     |                  | Chủ nhiệm công trình xây dựng Dương Quả đến làm thêm                                                                                                | 1              |  |
| Trương Thiện Vi  | Trương tiên sinh | Khách hàng của Vũ Bình, là một giáo viên tốt tự nhiên bị sa thải. Vì sợ đối phương sẽ nói cho bố mẹ biết mình là người đồng tính nên không dám kiện | 1, 2           |  |
| Hà Kinh Bảo      | đầu bếp A Bảo    | Đầu bếp cũ trong trường của Vũ Bình và Huý Phàm, sau này tự mở nhà hàng                                                                             | 2, 9           |  |
| Trâu Thiếu Quan  | Lý tiên sinh     | | 2              |  |
| Phan Tuệ Như     | Sandy            | | 4              |  |
| Quách Dục Tinh   |                  | |                |  |